# Врховни македонско-једренски комитет
Врховни македонско-једренски комитет (познат по свом акрониму ВМОК, од буг. ВМОК), познат и као Врховни македонски комитет (познат по свом акрониму ВМК, од буг. ВМК), била је бугарска револуционарна политичка организација, активна у Македонији и Тракији у Османском царству, чије се сједиште и главне структуре налазиле у Бугарској од 1895. до 1905. године. Постојао је велики број македонских и трачких бугарских исељеника у Бугарској. Они су 1895. године основали „Македонско-једренску организацију”, на челу које се налазио „Врховни македонско-једренски револуционарни комитет”. Статутом организаје се тражила аутономија за Македонију и Тракију. Истовремено су сматрали да ослобођење тих крајева може доћи само уз помоћ бугарске војске. Касније су усмјерили своје напоре у активности за укључивање земље у рат са Османским царством. На крају глава идеја организације је била уједињење наведених области са Бугарском.